# Calamagrostis yatabei
Calamagrostis yatabei är en gräsart som beskrevs av Carl Maximowicz. Calamagrostis yatabei ingår i släktet rör, och familjen gräs. Inga underarter finns listade i Catalogue of Life.